# Kołacz (stacja kolejowa)
Kołacz – nieistniejąca stacja kolejowa w Kołaczu w Polsce, w województwie zachodniopomorskim, w powiecie świdwińskim, w gminie Połczyn-Zdrój.